# Myrmekiaphila neilyoungi
Myrmekiaphila neilyoungi BOND & PLATNICK, 2007 è un ragno appartenente alla famiglia Euctenizidae.

## Etimologia
Il nome della specie è un omaggio al cantante canadese Neil Young, così motivato da Bond: "Mi piace davvero la sua musica e lo apprezzo molto come attivista per la pace e la giustizia".

## Scopritori
Scoperto nel 2007 in Alabama da Jason Bond, biologo della East Carolina University e coautore, con Norman I. Platnick, curatore all'American Museum of Natural History, di un articolo sul genere Myrmekiaphila.
La specie è stata trasferita alla famiglia Euctenizidae a seguito di due lavori del 2012 dell'aracnologo Bond.